# Liste des écoles de commerce canadiennes
Voici une liste des écoles de gestion ou de commerce au Canada, organisées par province ou territoire et par type d'institution parente,,,.

## Alberta
| École ou Faculté              | Université                      | Ville      | Type   |
| ----------------------------- | ------------------------------- | ---------- | ------ |
| Faculté d'administration      | Université Athabasca            | Athabasca  | Public |
| École de gestion Bissett      | Université Mount Royal          | Calgary    | Public |
| École de gestion Haskayne     | Université de Calgary           | Calgary    | Public |
| École de gestion de l'Alberta | Université de l'Alberta         | Edmonton   | Public |
| Faculté de gestion            | Université Concordia d'Edmonton | Edmonton   | Public |
| École de gestion Leder        | Université King's               | Edmonton   | Privé  |
| École de gestion              | Université MacEwan              | Edmonton   | Public |
| École de gestion Dhillon      | University de Lethbridge        | Lethbridge | Public |

| École ou Département     | Collège ou Institut                          | Ville    | Type   |
| ------------------------ | -------------------------------------------- | -------- | ------ |
| École de gestion Chiu    | Collège de Bow Valley                        | Calgary  | Public |
| Département de gestion   | Institut de technologie du sud de l'Alberta  | Calgary  | Public |
| École de gestion JR Shaw | Institut de technologie du nord de l'Alberta | Edmonton | Public |
| École de gestion Donald  | Collège de Red Deer                          | Red Deer | Public |

## Colombie-Britannique
| École ou Faculté                            | Université                                     | Ville           | Type   |
| ------------------------------------------- | ---------------------------------------------- | --------------- | ------ |
| Faculté de gestion et d'informatique        | Université de la Vallée de Fraser              | Abbotsford      | Public |
| École de gestion Beedie                     | Université Simon Fraser                        | Burnaby         | Public |
| École de gestion et d'économie Bob Gaglardi | Université Thompson Rivers                     | Kamloops        | Public |
| Faculté de gestion                          | Université de la Colombie-Britannique Okanagan | Kelowna         | Public |
| École de gestion                            | Université Trinity Western                     | Langley         | Privé  |
| Faculté de gestion                          | Université de l'Île-Vancouver                  | Nanaimo         | Public |
| École de gestion                            | Université Capilano                            | North Vancouver | Public |
| Faculté de gestion et d'économie            | Université du nord de la Colombie-Britannique  | Prince George   | Public |
| École de gestion Melville                   | Université polytechnique Kwantlen              | Surrey          | Public |
| École de gestion Sauder                     | Université de la Colombie-Britannique          | Vancouver       | Public |
| N/A                                         | Université Canada West                         | Vancouver       | Privé  |
| École de gestion                            | Université Royal Roads                         | Victoria        | Public |
| École de gestion Peter B. Gustavson         | Université de Victoria                         | Victoria        | Public |

| École ou Département     | Collège ou Institut                                | Ville     | Type   |
| ------------------------ | -------------------------------------------------- | --------- | ------ |
| École de gestion + media | Institut de technologie de la Colombie-Britannique | Burnaby   | Public |
| École de gestion         | Collège d'Okanagan                                 | Kelowna   | Public |
| N/A                      | Collège Ashton                                     | Vancouver | Privé  |
| École de gestion         | Collège Langara                                    | Vancouver | Public |
| N/A                      | Institut de technologie de New York                | Vancouver | Privé  |
| N/A                      | Collège Camosun                                    | Victoria  | Public |

## Île-du-Prince-Édouard
| École ou Faculté             | Université                            | Ville         | Type   |
| ---------------------------- | ------------------------------------- | ------------- | ------ |
| Faculté de gestion McDougall | Université de l'Île-du-Prince-Édouard | Charlottetown | Public |

| École ou Département | Collège ou Institut | Ville         | Type   |
| -------------------- | ------------------- | ------------- | ------ |
| N/A                  | Collège de l'Île    | Charlottetown | Public |
| N/A                  | Collège Holland     | Charlottetown | Public |

## Manitoba
| École ou Faculté                    | Université                      | Ville    | Type   |
| ----------------------------------- | ------------------------------- | -------- | ------ |
| École de gestion Asper              | Université du Manitoba          | Winnipeg | Public |
| École d’administration des affaires | Université de Saint-Boniface    | Winnipeg | Public |
| Faculty de gestion et d'économie    | Université de Winnipeg          | Winnipeg | Public |
| École de gestion Redekop            | Université Mennonite Canadienne | Winnipeg | Privé  |

| École ou Département   | Collège ou Institut                | Ville    | Type   |
| ---------------------- | ---------------------------------- | -------- | ------ |
| Département de gestion | Collège polytechnique de Red River | Winnipeg | Public |

## Nouveau-Brunswick
| École ou Faculté                            | Université                      | Ville       | Type   |
| ------------------------------------------- | ------------------------------- | ----------- | ------ |
| Faculté de gestion                          | Université du Nouveau-Brunswick | Fredericton | Public |
| Faculté d'administration                    | Université de Moncton           | Moncton     | Public |
| Faculté de gestion et des sciences sociales | Université Mount Allison        | Sackville   | Public |
| Faculté d'administration                    | Université du Nouveau-Brunswick | Saint-Jean  | Public |

| École ou Département           | Collège ou Institut                        | Ville       | Type   |
| ------------------------------ | ------------------------------------------ | ----------- | ------ |
| École de gestion Wesley Armour | Collège communautaire du Nouveau-Brunswick | Fredericton | Public |

## Nouvelle-Écosse
| École ou Faculté                                                  | Université                      | Ville      | Type   |
| ----------------------------------------------------------------- | ------------------------------- | ---------- | ------ |
| École de gestion Gerald Schwartz                                  | Université Saint-Francis-Xavier | Antigonish | Public |
| Faculté de gestion                                                | Université Dalhousie            | Halifax    | Public |
| École de gestion Sobey                                            | Université Saint Mary's         | Halifax    | Public |
| Faculté de la formation professionnelle et des études supérieures | Université Mount Saint Vincent  | Halifax    | Public |
| École de gestion Shannon                                          | Université du Cap-Breton        | Sydney     | Public |
| École de gestion F.C. Manning                                     | Université Acadia               | Wolfville  | Public |

| École ou Département                                 | Collège ou Institut                         | Ville   | Type   |
| ---------------------------------------------------- | ------------------------------------------- | ------- | ------ |
| École d'administration et des technologies créatives | Collège communautaire de la Nouvelle-Écosse | Halifax | Public |

## Nunavut
| École ou Département         | Collège ou Institut              | Ville   | Type   |
| ---------------------------- | -------------------------------- | ------- | ------ |
| Département d'administration | Collège de l'Arctique du Nunavut | Iqaluit | Public |

## Ontario
| École ou Faculté                                         | Université                           | Ville          | Type   |
| -------------------------------------------------------- | ------------------------------------ | -------------- | ------ |
| Faculté de gestion et d'économie                         | Université Algoma                    | Brampton       | Public |
| École de gestion et d'économie Gordon S. Lang School     | Université de Guelph                 | Guelph         | Public |
| École de gestion DeGroote                                | Université McMaster                  | Hamilton       | Public |
| École de gestion                                         | Université Redeemer                  | Hamilton       | Privé  |
| École de gestion Smith                                   | Université Queen's                   | Kingston       | Public |
| Division des études supérieures                          | Collège militaire royal du Canada    | Kingston       | Public |
| École de gestion Richard Ivey                            | Université Western                   | London         | Public |
| École de gestion et organisationnelles                   | Université Huron                     | London         | Public |
| Département de management                                | Université de Toronto à Mississauga  | Mississauga    | Public |
| École de gestion                                         | Université de Nipissing              | North Bay      | Public |
| Faculté de gestion et des technologies de l'information  | Université Ontario Tech              | Oshawa         | Public |
| École de gestion Sprott                                  | Université Carleton                  | Ottawa         | Public |
| École de gestion Telfer                                  | Université d'Ottawa                  | Ottawa         | Public |
| École de gestion                                         | Université Trent                     | Peterborough   | Public |
| École de gestion Goodman                                 | Université Brock                     | St. Catharines | Public |
| École de design d'interaction et de gestion de Stratford | Université de Waterloo               | Stratford      | Public |
| Faculté de gestion                                       | Université Laurentienne              | Sudbury        | Public |
| Faculté d'administration des affaires                    | Université Lakehead                  | Thunder Bay    | Public |
| École de gestion Ted Rogers                              | Université métropolitaine de Toronto | Toronto        | Public |
| École de gestion Rotman                                  | Université de Toronto                | Toronto        | Public |
| Département de management                                | Université de Toronto à Scarborough  | Toronto        | Public |
| École de gestion Schulich                                | Université York                      | Toronto        | Public |
| École d'études administratives                           | Université York                      | Toronto        | Public |
| École de comptabilité et de finance                      | Université de Waterloo               | Waterloo       | Public |
| École d'entrepreneuriat et d'administration Conrad       | Université de Waterloo               | Waterloo       | Public |
| École de gestion et d'économie Lazaridis                 | Université Wilfrid-Laurier           | Waterloo       | Public |
| École de gestion Odette                                  | Université de Windsor                | Windsor        | Public |

| École ou Département              | Collège ou Institut         | Ville               | Type   |
| --------------------------------- | --------------------------- | ------------------- | ------ |
| École de gestion Lawrence Kinlin  | Collège Fanshawe            | London              | Public |
| École de gestion Pilon            | Collège Sheridan            | Mississauga         | Public |
| École de gestion et de management | Collège Niagara             | Niagara-on-the-Lake | Public |
| Centre des affaires               | Collège George Brown        | Toronto             | Public |
| Faculté d'administration Longo    | École polytechnique Humber  | Toronto             | Public |
| N/A                               | Toronto École de management | Toronto             | Privé  |

## Québec
| École ou Faculté                         | Université                      | Ville      | Type   |
| ---------------------------------------- | ------------------------------- | ---------- | ------ |
| École de gestion John Molson             | Université Concordia            | Montréal   | Public |
| Faculté de gestion Desautels             | Université McGill               | Montréal   | Public |
| HEC Montréal                             | Université de Montréal          | Montréal   | Public |
| École des sciences de la gestion         | Université du Québec à Montréal | Montréal   | Public |
| Faculté des sciences de l'administration | Université Laval                | Québec     | Public |
| École de gestion Williams                | Université Bishop's             | Sherbrooke | Public |
| École de gestion                         | Université de Sherbrooke        | Sherbrooke | Public |

| École ou Département | Collège ou Institut | Ville    | Type  |
| -------------------- | ------------------- | -------- | ----- |
| École de management  | Collège INSA        | Montréal | Privé |

## Saskatchewan
| École ou Faculté                          | Université                    | Ville     | Type   |
| ----------------------------------------- | ----------------------------- | --------- | ------ |
| École de gestion Paul J. Hill             | Université de Regina          | Regina    | Public |
| École d'études supérieures Kenneth Levene | Université de Regina          | Regina    | Public |
| École de gestion Edwards                  | Université de la Saskatchewan | Saskatoon | Public |

| École ou Département                        | Collège ou Institut                    | Ville     | Type   |
| ------------------------------------------- | -------------------------------------- | --------- | ------ |
| École d'administration et d'entrepreneuriat | École polytechnique de la Saskatchewan | Saskatoon | Public |

## Terre-Neuve-et-Labrador
| École ou Faculté                      | Université                         | Ville      | Type   |
| ------------------------------------- | ---------------------------------- | ---------- | ------ |
| Faculté d'administration des affaires | Université Memorial de Terre-Neuve | Saint-Jean | Public |

| École ou Département                                        | Collège ou Institut             | Ville        | Type   |
| ----------------------------------------------------------- | ------------------------------- | ------------ | ------ |
| École d'administration et des technologies de l'information | Collège de l'Atlantique du nord | Stephenville | Public |

## Territoires du Nord-Ouest
| École ou Département                      | Collège ou Institut          | Ville       | Type   |
| ----------------------------------------- | ---------------------------- | ----------- | ------ |
| Département d'administration des affaires | Collège Aurora               | Fort Smith  | Public |
| École d'administration                    | Collège nordique francophone | Yellowknife | Public |

## Yukon
| École ou Faculté                  | Université          | Ville      | Type   |
| --------------------------------- | ------------------- | ---------- | ------ |
| École de gestion et de leadership | Université du Yukon | Whitehorse | Public |

## References
1. ↑  « Établissements membres », sur Universités Canada (consulté le 26 mars 2025)
2. ↑  « Écoles membres », sur Association des écoles de gestion du Canada (consulté le 26 mars 2025)
3. ↑  « Nos membres », sur Collèges et Instituts Canada (consulté le 26 mars 2026)
4. ↑  « Liste d'universités canadiennes », sur Statistique Canada (consulté le 26 mars 2025)